# U-978
O Unterseeboot 978 foi um submarino alemão que serviu na Marinha de Guerra da Alemanha Nacional-Socialista  (Kriegsmarine) durante a Segunda Guerra Mundial . O navio de destacou por realizar a maior patrulha submarina durante a guerra, tendo permanecido no mar durante 69 dias seguidos.
O U-boot 978 se rendeu em 9 de maio de 1945, no porto de Trondheim, na Noruega . Foi então trasladado para Loch Ryan, na Escócia, em 29 de maio de 1945 e afundado em 11 de dezembro de 1945 na Operação Deadlight, junto com outros 115 submarinos alemães capturados no final da Guerra . 

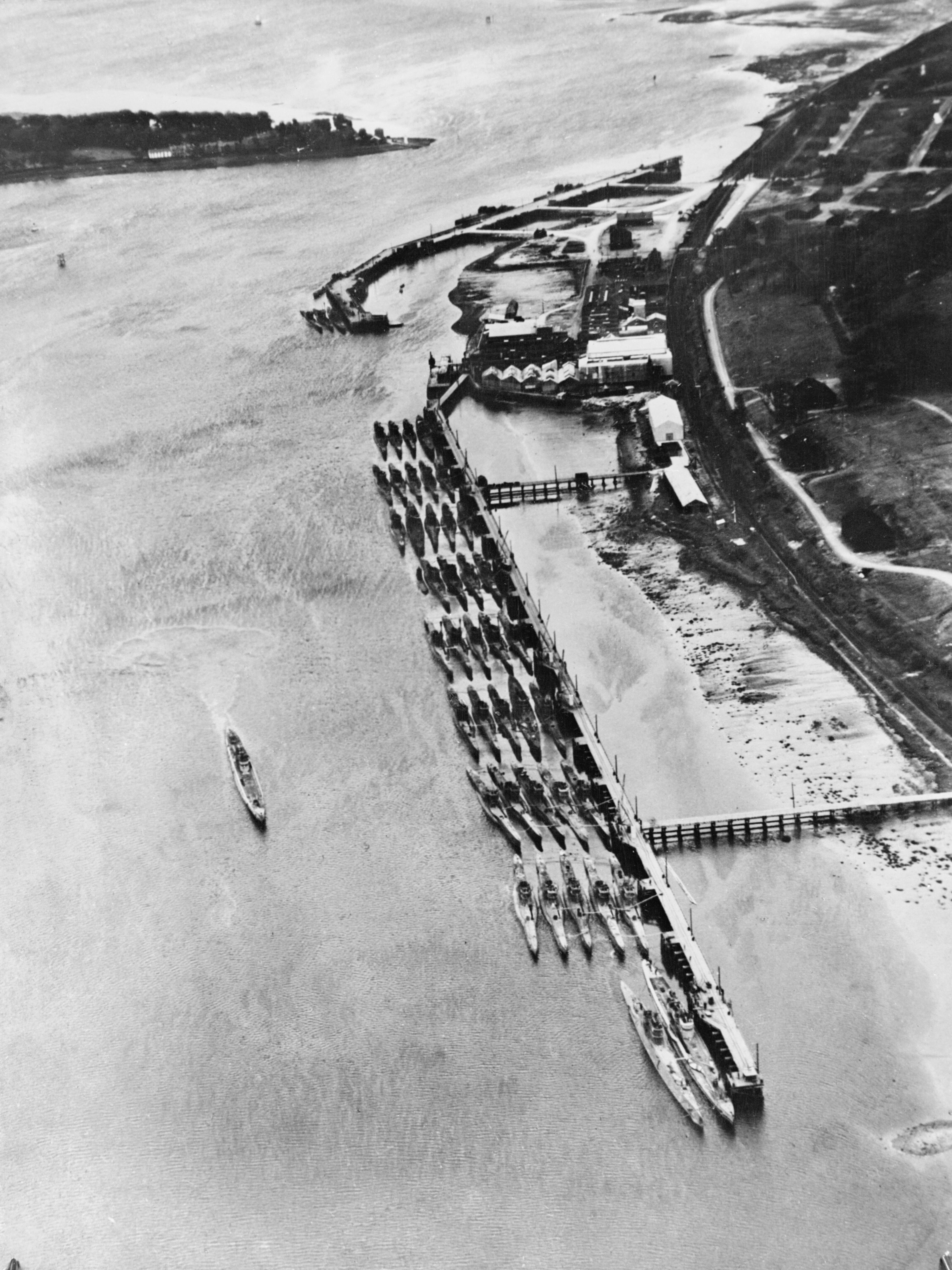
52 U-Boots atracados em Lisahally, Irlanda do Norte, no aguardo da Operação Deadlight.

## Comandante
| Comandante           | Período                                |
| -------------------- | -------------------------------------- |
| Kptlt. Günther Pulst | 12 de maio de 1943 - 8 de Maio de 1945 |

## Carreira

### Subordinação
| 12 de maio de 1943 - 31 de Julho de 1944    | 5. Unterseebootsflottille  |
| 1 de agosto de 1944 - 4 de Setembro de 1944 | 3. Unterseebootsflottille  |
| 5 de setembro de 1944 - 8 de Maio de 1945   | 11. Unterseebootsflottille |

### Patrulhas
|       | Comandante           | Partida     | Partida     | Chegada     | Chegada     | Dias     | Toneladas |
| ----- | -------------------- | ----------- | ----------- | ----------- | ----------- | -------- | --------- |
|       | Oblt. Günther Pulst  | 22 Ago 1944 | Kiel        | 24 Ago 1944 | Horten      | 3        |           |
|       | Oblt. Günther Pulst  | 5 Set 1944  | Horten      | 7 Set 1944  | Flekkefjord | 3        |           |
|       | Oblt. Günther Pulst  | 13 Set 1944 | Flekkefjord | 13 Set 1944 | Egersund    | 1        |           |
|       | Oblt. Günther Pulst  | 7 Out 1944  | Egersund    | 8 Out 1944  | Bergen      | 2        |           |
| 1     | Oblt. Günther Pulst  | 9 Out 1944  | Bergen      | 16 Dez 1944 | Bergen      | 69       | 7 176     |
| 2     | Kptlt. Günther Pulst | 25 Fev 1945 | Bergen      | 20 Abr 1945 | Trondheim   | 55       |           |
| Total | Total                | Total       | Total       | Total       | Total       | 124 dias | 7 176 ton |

### Sucessos
| Data        | Comandante    | Nome da Embarcação   | Toneladas | Nacionalidade  |
| ----------- | ------------- | -------------------- | --------- | -------------- |
| 23 Nov 1944 | Günther Pulst | William D. Burnham . | 7 176     | Estados Unidos |
| Total       | Total         | Total                | 7 176     |                |